# Gemelle Dee-Dee
Le gemelle Dee-Dee (in originale Dee-Dee Twins), comunemente chiamate Dee-Dee, o più sbrigativamente DD; i cui veri nomi sono Delia e Deidre Dennis, sono personaggi immaginari che compaiono per la prima volta come antagoniste secondarie nel film d'animazione Batman of the Future - Il ritorno del Joker, pellicola della serie televisiva Batman of the Future.
Sono le due nipoti di Harley Quinn; utilizzano lo stesso stile di combattimento della nonna e come lei sono delle ciniche psicopatiche che talvolta hanno però anche qualche sfogo caratteriale buffo. Questo le ha portate a diventare tra i Jokers più popolari tra il pubblico.
In originale sono doppiate da Melissa Joan Hart, mentre in italiano hanno la voce di Elisabetta Spinelli.

## Caratteristiche
Le due gemelle sono praticamente identiche; parlano e si muovono sincronizzate in una maniera inquietante, sono spietate e spesso terrorizzano i nemici, alternando però battute umoristiche e buffe discussioni dovute alla loro natura poco più che infantile. In borghese hanno i capelli biondi lunghi fin oltre la schiena invece durante le loro attività criminale usano delle parrucche arancione fluorescente a caschetto, portano dei cappelli bianchi da marinarette, degli stivaletti rossi, dei calzoncini aderenti bianchi e una succinta fascia rossa che copre appena i seni come maglietta; i loro visi sono solitamente truccati con un cosmetico bianco e i pomelli rossi mentre le labbra hanno un rossetto nero; una peculiarità è che in borghese non hanno le lentiggini, che dunque sono create artificialmente nel make-up. Hanno lo stesso modo di combattere acrobatico di Harley Quinn e anche così, una sincronia impressionante.
Osservandole con attenzione è possibile distinguere le due gemelle: Delia, infatti, sta quasi sempre a destra e la si può distinguere da Deidre perché la frangetta della sua parrucca è più frastagliata e irregolare.
Nei commenti al film Batman of the Future - Il ritorno del Joker, i produttori hanno dichiarato che la pittura facciale delle DD è ispirata alla popolare bambolina Raggedy Ann, mentre il loro look deriva da una moda molto diffusa tra i fan dei manga giapponesi.

## Biografia

### Vita iniziale
Apparentemente Harley sembrerebbe aver cresciuto le nipoti da sola (non si sa chi sia il nonno, né che fine abbiano fatto i genitori), dopo essere rinsavita dalla sua follia di gioventù, tenterà di crescere le due come bambine normali. Non si sa se le due abbiano mai saputo dalla nonna del suo ruolo di assistente e amante del Joker, tuttavia si sa che Harley fallì miseramente il suo tentativo di dare alle dolcissime gemelline una vita normale; crescendo infatti, da degne nipotine dell'ex criminale, le due svilupparono un'attrazione e un'ammirazione per l'arcinemico di Batman; tanto che, divenute adolescenti entreranno a far parte della più seria e spietata squadra di Jokers mostrataci nella serie, diventando in breve delle ottime ladre e scassinatrici e sviluppando un forte affiatamento col gruppo. Sempre in questo gruppo avranno modo di lavorare anche con il vero, resuscitato Joker.
Avere incontrato la leggenda che le ha ispirate e che tanto ammirano ha accresciuto il loro affiatamento e, sarà sempre considerato un vero onore dalle due; del resto anche il Joker ha parecchi riguardi verso le gemelline che sono veramente le sue preferite nella banda, dato che sono sempre affiancate direttamente da lui in ogni missione.

### L'alleanza con Joker
Su ordine del leggendario capo le Gemelle, assieme agli altri Jokers penetrano nei magazzini delle Wayne-Powers con l'intento di rubare un gigantesco macchinario di forma cilindrica; il gruppo supera senza problemi le guardie e riesce inoltre a impadronirsi di tre montacarichi per compiere il furto, ma si trova ostacolato da Batman. Sono proprio le Dee-Dee a tenerlo maggiormente impegnato, e ad aprire il portone dando modo al gruppo di scappare all'esterno. Il nuovo cavaliere oscuro riuscirà a raggiungerli ma in seguito a uno scontro in volo, in cui l'aiuto delle acrobatiche gemelle sarà nuovamente vitale, riusciranno a fuggire perdendo tuttavia la refurtiva.
Questo irrita non poco il Joker, che sgrida il gruppo, provocando la rabbia di Bonk che pagherà per questo con la vita; in seguito, dopo che il clown mostra a tutti la sua vera natura, gli altri Jokers rinnovano il loro giuramento di fedeltà, comprese le DD, che non esitano a gettare il corpo di Bonk come fosse spazzatura.
Penetrano in seguito alla festa in onore di Bruce Wayne, dove, accompagnate proprio dal Joker aggrediscono il festeggiato e creano la confusione necessaria per permettere ai loro compagni di penetrare nuovamente nel magazzino e rubare l'oggetto desiderato. In seguito lasceranno indisturbate la festa nonostante l'intervento di Batman.
Poche sere dopo, scoperta l'identità del nuovo Batman dal loro folle capo, le ragazze, assieme ai compagni raggiungono Terry in discoteca (in borghese) e danno vita a una colluttazione tanto violenta da mandare Dana in ospedale; in seguito però riusciranno nuovamente a fuggire.
Più tardi aggrediscono Jordan Price a bordo del suo yacht e lo immobilizzano con delle manette; ascoltando di nascosto la loro conversazione Batman scopre che è stato Price a dare ai Jokers le password per penetrare nelle industrie Wayne, col doppio intento di liberarsi di Bruce Wayne e prenderne il posto nella direzione della società. Concluso il loro lavoro, la banda lo tradisce e, dopo aver abbandonato lo yacht, lo colpiscono tramite raggio satellitare polverizzandolo. Solo l'intervento di Batman riesce a salvare l'uomo, che poi comunque viene arrestato.

### La sconfitta e l'arresto
Infine Batman affronta i Jokers nella loro base, la fabbrica di giocattoli abbandonata Jolly-Jack, qui riuscirà a combattere le DD rendendosi invisibile e spingendo una delle due facendo in modo che questa creda sia stata l'altra. Mettendosi dunque a battibeccare come ragazzine, le due vengono facilmente prese di sorpresa e messe ko.
Alla fine del film, dopo essere state arrestate, le due ragazze sono le uniche della banda a venire rilasciate in quanto minorenni, ma solo grazie alla cauzione pagata dalla nonna Harley, che non esita a rimproverare severamente le due nipoti e a sculacciarle.
Non è noto se da allora le due si siano ravvedute o abbiano proseguito la loro carriera criminale.

## Versioni alternative
Nel futuro alternativo di "Ritorno al passato" e "Ritorno al futuro", episodi della serie animata Justice League Unlimited, le Dee-Dee sono state biologicamente dotate di superpoteri quali moltiplicazione ed emissione di energia dal supercriminale Chronos. Le suddette nuove abilità, unite alla loro esperienza nel corpo a corpo, le rendono virtualmente invincibili, tanto da essere in grado di uccidere Lanterna Verde e Batman.

## Poteri e abilità
Le Gemelle Dee-Dee sono atlete a livelli olimpici, e hanno un livello di cooperazione tale da essere praticamente inarrestabili; è probabile che abbiano ottenuto tale agilità naturalmente come corredo genetico di Harley Quinn (in gioventù era stata potenziata artificialmente da un siero datole da Poison Ivy, il quale le conferiva queste abilità strabilianti), seguendo questo ragionamento potrebbero essere anch'esse immuni alle tossine e ai veleni, incluso il gas del Joker, il che spiegherebbe perché fossero le uniche a non portare la maschera antigas durante l'assalto alla festa di Wayne.
Sono ottime saltatrici, arrampicatrici e combattenti, il fatto che si muovano tanto agilmente e sincronicamente provoca non pochi problemi anche a Batman, le due sono infatti le più pericolose tra i Jokers assieme a Woof, e le uniche che riescano a impiegare l'uomo pipistrello in una battaglia a lungo termine. Le Dee-Dee sono anche ottime strateghe durante le battaglie, difatti sanno sfruttare alla perfezione il terreno a loro circostante.
Le DD sono capaci di sparare e di utilizzare le armi da fuoco con estrema destrezza, lo si è visto durante l'attacco a Terry in discoteca.
Le gemelline inoltre dimostrano di essere delle ottime ventriloque, dato che riescono a parlare facilmente all'unisono e a completare l'una le frasi dell'altra; di solito le DD parlano alternandosi i pezzi di frasi di modo che quella che inizia non sia mai la stessa che finisce. Questo dettagli le rende le più carismatiche tra i Jokers, e quelle che si avvicinano di più al loro idolo per personalità.
Tra tutti i Jokers inoltre le DD sono quelle che si fanno meno scrupoli.
L'unico modo per sconfiggerle pare essere quello di farle litigare tra loro, così da infrangere la loro cooperazione.